# Seznam osobností vyznamenaných 28. října 2009
Seznam osobností, které prezident České republiky Václav Klaus vyznamenal státními vyznamenáními dne 28. října 2009.

## Řád Bílého lva

### vojenská skupina
- plk. Otakar Černý, in memoriam
- plk. Imrich Gablech

## Řád Tomáše Garrigua Masaryka
- Anděla Dvořáková
- Josefina Napravilová
- Ing. František Šedivý
- Msgre. Josef Veselý
- Dr. Pavel Žák

## Medaile Za hrdinství
- Boleslav Staněk (in memoriam)

## Medaile Za zásluhy
- Prof. MUDr. Michael Aschermann, DrSc.
- Prof. MUDr. Vladimír Bartoš, DrSc.
- Dr. Zdeněk Ceplecha
- Karel Gott
- akademická malířka Helga Hošková-Weissová
- Květuše Hyršlová, DrSc.
- Zdeněk Kovařík
- Prof. RNDr. Jiří Krupička
- Prof. Dr. Petr Mandl, DrSc.
- Josef Musil
- Miloslav Nerad
- Eva Pilarová
- Doc. MUDr. Václav Smetana
- Mgr. Ivan Steiger
- Josef Váňa